# Frankfurt-Ginnheim
Ginnheim (ⓘ) ist seit dem 1. April 1910 ein Stadtteil von Frankfurt am Main. Die Einwohnerzahl beträgt 17.527.

## Geographische Lage
Ginnheim liegt etwa drei Kilometer nordwestlich der Hauptwache, auf einer Geländeschwelle südlich der Nidda. Der Stadtteil wird einerseits in seiner westlichen Hälfte durch die von Südost nach Nordwest verlaufende Rosa-Luxemburg-Straße geprägt. Die als Hochstraße ausgeführte Stadtautobahn stellt eine Verbindung zwischen „AS Ffm-Miquelallee“ in der Nähe des Europaturms und der Deutschen Bundesbank  und der Stadtgrenze in Niederursel her. Und andererseits von der diese Straße, von Südwest nach Nordost,  x-förmig unterquerenden Schienentrasse der S-Bahn (S 6) nach Friedberg. Das Gebiet, westlich der Bahngleise, besteht maßgeblich aus Grün- und Waldfläche. Von den Wohngebieten sind noch erwähnenswert, die bereits in den 1920er Jahren erbaute Siedlung Höhenblick und die Friedrich-Wilhelm-von-Steuben-Siedlung, ein ehemaliges Housing-Area der amerikanischen Streitkräfte, südlich der Hügelstraße. Die Kirche liegt im alten Dorfkern in zentraler Lage. Die moderne Bebauung hat sich nach Süden und Südosten in Richtung der Frankfurter Innenstadt entwickelt. Ginnheim ist mit den Stadtteilen Eschersheim im Norden und Dornbusch im Osten städtebaulich verwachsen. Letzterer gehörte bis 1946 zur Hälfte zu Ginnheim und noch heute zu dessen Gemarkung. Im Westen schließen – durch das Ginnheimer Wäldchen und den Volkspark Niddatal getrennt – die Stadtteile Hausen und Praunheim an. Heddernheim liegt durch die Nidda abgegrenzt nordwestlich von Ginnheim.
Im Süden bildet die Wilhelm-Epstein-Straße, unter deren Straßendecke der ehemalige Marbach verrohrt verläuft, die Grenze zum heutigen Stadtteil Bockenheim. Der Teil von Bockenheim, der zwischen der Wilhelm-Epstein-Straße und der Bundesautobahn 66 liegt, wird oft fälschlicherweise zu Ginnheim gezählt. Dort befinden sich auch der im Volksmund Ginnheimer Spargel genannte Europaturm, der auf der Ginnheimer Höhe steht und die Zentrale der Deutschen Bundesbank, die auf dem ehemaligen Verlauf des Diebsgrundsweges 1973 vollendet wurde.

## Geschichte

### Vorgeschichte
An der Südgrenze der Ginnheimer Gemarkung verläuft der Diebsgrundweg, der bereits in der Bronzezeit benutzt wurde. Am Ginnheimer Stadtweg wurde  1939 ein Haus der mittleren Bronzezeit entdeckt, Scherben der Hallstattzeit wurden 1926 in zwei Gruben beim Bau der Siedlung Höhenblick festgestellt.

### Römerzeit
Die Römerstraße von Nida zum Frankfurter Mainübergang am heutigen Domhügel wurde bereits 1900 angeschnitten, bei den Bauarbeiten für die Bundesgartenschau, östlich des Ginnheimer Wäldchen wurde 1989 ebenfalls ein Teilstück dieser Trasse vom Frankfurter Denkmalamt aufgedeckt. Den Verlauf dieser schnurgeraden Verbindung kennzeichnet noch heute die Ginnheimer Füllerstraße, in der Hausnummer 60, im Garten des Fuhrunternehmers Hinkel, entdeckte man im Jahr 1911 die Grundmauern eines römischen Gutshofes. Die Spuren des römischen Kiesweges beim Übergang über das Marbachtälchen (heute Wilhelm-Epstein-Straße) waren um 1890 noch erkennbar.

### Mittelalter
Die älteste erhaltene Erwähnung von Ginnheim stammt aus dem Jahr 772, als Gennenheim anlässlich einer Schenkung an das Kloster Lorsch genannt wird. Später kam es zum Kloster Seligenstadt. Das Dorf gehörte zum Hofgericht des Klosters Fulda mit Hauptsitz in Eschersheim, dem sogenannten Cremser Gericht. Das Kloster Seligenstadt belehnte die  Herren und Grafen von Hanau mit Ginnheim, die es 1479 vom Kloster kauften. Damit gelangte es endgültig an die Grafschaft Hanau-Münzenberg. Daran erinnern im Wappen von Ginnheim die roten und gelben Sparren, ursprünglich das Wappen der Grafschaft Hanau. In der Grafschaft war Ginnheim Bestandteil des Amtes Bornheimerberg.
Im Mittelalter gehörte Ginnheim zur Pfarrei Praunheim.

### Historische Namensformen

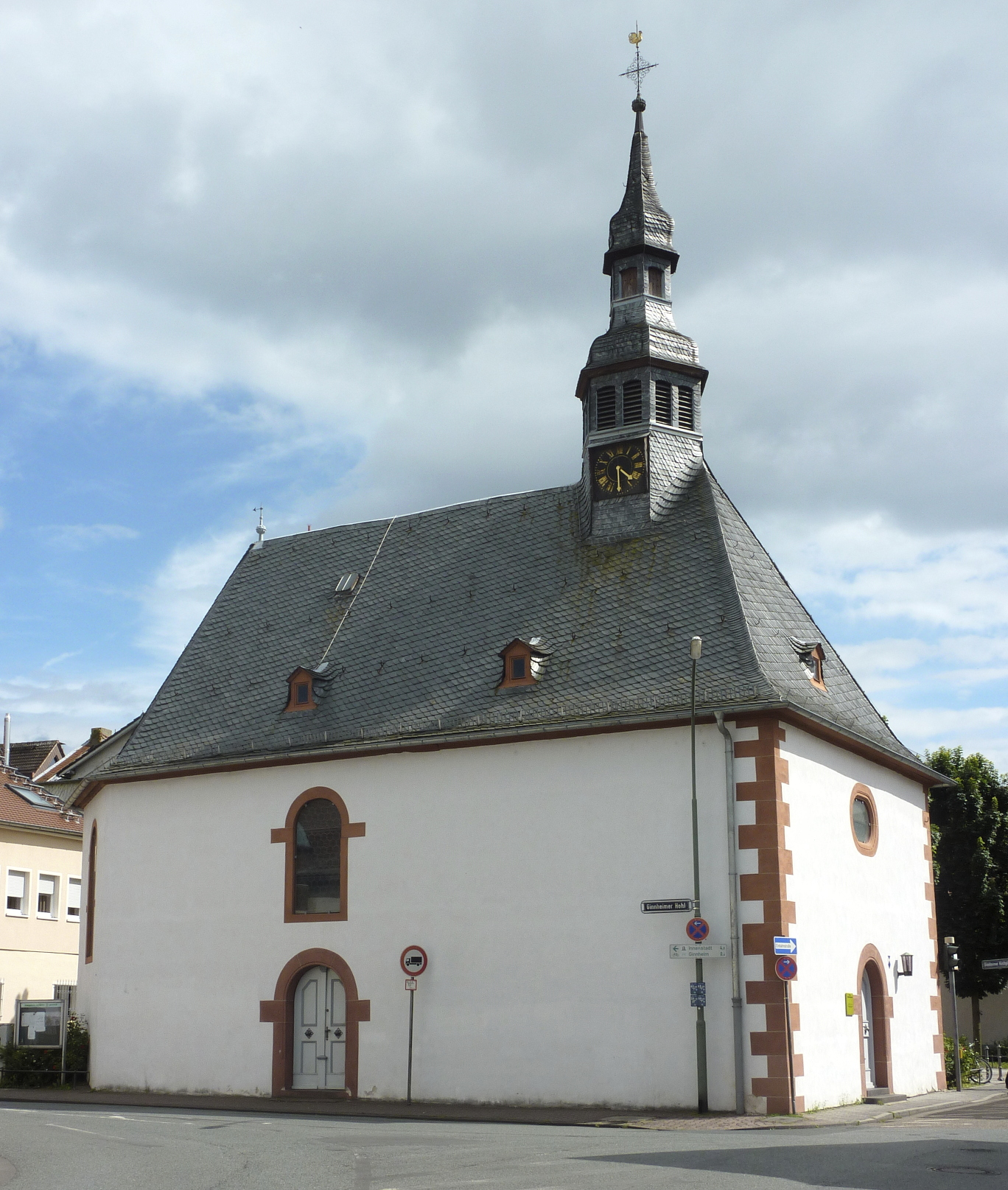
Alte Bethlehemkirche

Der Name Ginnheim stammt wohl von einem gewissen Genno, Gennenheim bedeutet Heim von Genno.
- Gennenheim (772)
- Gennenheim (um 850)
- Ginnenheim (1159)
- Ginninheim (1222)
- Ginneheim (1253)
- Ginnenheim (1261)
- De Gynnenheim (1289)
- Ginheym (1309)

### Reformation
In der ersten Hälfte des 16. Jahrhunderts vollzogen die Grafschaft Hanau-Münzenberg und damit auch das Dorf Ginnheim die Reformation zunächst nach lutherischem Vorbild. 1597 setzte Graf Philipp Ludwig II. eine zweite Reformation zugunsten des reformierten Bekenntnisses durch. 48  Ginnheimer Familien weigerten sich aber, diesen Schritt zu vollziehen und blieben lutherisch. Da alle Kirchengebäude und die Pfarrer ausschließlich zur reformierten Staatskirche der Grafschaft gehörten, musste die lutherische Mehrheit des Dorfes nun nach Eschersheim in den Gottesdienst gehen und wurde vom Pfarrer in Bonames betreut. Erst nachdem ab 1642 in der Grafschaft Hanau-Münzenberg die ebenfalls lutherischen Grafen von Hanau-Lichtenberg regierten, entspannte sich die Situation für die Lutheraner in Ginnheim: Ab 1678 hatten sie wieder einen eigenen Pfarrer und ab 1700 auch wieder eine eigene Kirche, die heutige Alte Bethlehemkirche.

### Neuzeit

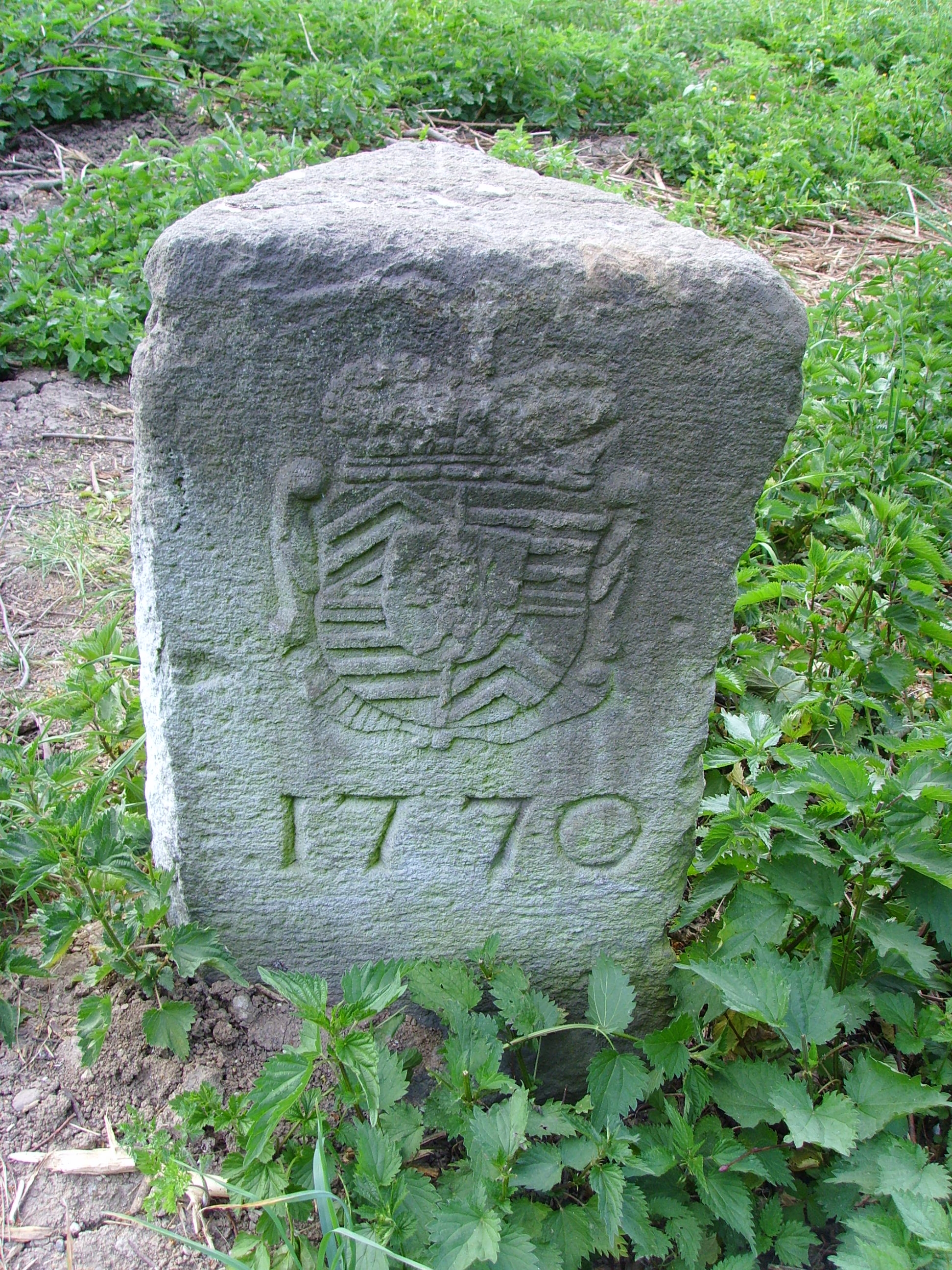
Neu gesetzter Grenzstein Frankfurt im heutigen Niddapark von 1770

Um 1770 wurde neu nach einer Grenzbegehung ein Grenzstein neu gesetzt, der Streitigkeiten über den Grenzverlauf vorangegangen waren. Es ging dabei vor allem um den Graben im Woog. Die Ginnheimer reklamierten ihn für sich, die Grenzsteine seien jenseits des Grabens, und der Graben im Woog würde von ihnen regelmäßig zur Fischwaid verpachtet. Hanau verlangte eine Neuvermessung, die Reichsstadt Frankfurt forderte, neue Grenzsteine zu setzen. Die drei Obrigkeiten einigten sich und ließen neue Grenzsteine fertigen und setzen. Das Streitobjekt, dieser Graben, wurde im Zuge der Arbeiten für die Bundesgartenschau 1989 leider verfüllt, sodass man heute nicht mehr sehen kann, auf welche Seite des Grabens der Grenzstein gesetzt wurde. Vor 1989 stand er diesseits des Grabens, auf der Ginnheimer Seite. Aber immerhin erhielten die Ginnheimer Kirchherren 1770 das Jagdrecht auf ihrem Gebiet und durften dort Hasen schießen.
Nach dem Tod des letzten Hanauer Grafen, Johann Reinhard III., erbten die Landgrafen von Hessen-Kassel die Grafschaft Hanau-Münzenberg. Aus der Landgrafschaft Hessen-Kassel wurde 1803 das Kurfürstentum Hessen. Vorübergehend gehörte Ginnheim in napoleonischer Zeit zum Großherzogtum Frankfurt (1810 bis 1813). Nach der Verwaltungsreform des Kurfürstentums Hessen von 1821, im Rahmen derer Kurhessen in vier Provinzen und 22 Kreise eingeteilt wurde, gehörte Ginnheim zum Landkreis Hanau. Das Kurfürstentum unterlag 1866 im Preußisch-Österreichischen Krieg, ebenso wie die Freie Stadt Frankfurt mit Österreich verbündet, dem Königreich Preußen. Dieses annektierte daraufhin beide, Kurhessen und Frankfurt, und damit auch Ginnheim. Ab 1867 gehörte es so zur Preußischen Provinz Hessen-Nassau und dem Regierungsbezirk Kassel. 1886 wurde es dem neu gebildeten Landkreis Frankfurt zugeschlagen. Am 1. April 1910 wurde Ginnheim mit allen übrigen Gemeinden des bisherigen Landkreises Frankfurt in die Stadt eingemeindet und somit ein Frankfurter Stadtteil. Bereits ein Jahr später fuhr die erste Straßenbahn von Bockenheim kommend nach Ginnheim, ab 1911 gab es eine zweite Linie, die vom Dornbusch über die Raimundstraße zur Ginnheimer Schule verlief.
Im Rahmen des Bauprojekts Neues Frankfurt entstand die Wohnsiedlung Höhenblick und einige Privathäuser. Der Leiter des Projekts Ernst May hat sich 1923 in der Ludwig-Tieck-Str. 11 in der Siedlung Höhenblick sein eigenes Wohnhaus gebaut, der Architekt Martin Elsaesser  hatte seine private Villa nach eigenem Entwurf ab 1925 im Höhenblick 37. Die Villa May ist wesentlich umgebaut und nicht mehr als solche zu erkennen.
In der Hügelstraße entstand die nach dem Zweiten Weltkrieg von der Bank deutscher Länder errichtete Wohnsiedlung Friede. Für die Angehörigen der amerikanischen Streitkräfte entstand 1954/1955 auf 65 Hektar zwischen Raimundstraße und Hügelstraße die Friedrich-Wilhelm-von-Steuben-Siedlung, 17 Gebäude mit 268 Wohnungen. Nach dem Abzug der amerikanischen Streitkräfte wurden diese Wohnungen neu vermietet und die Einwohnerzahl stieg nochmals kräftig an.
1989 fand auf dem heutigen Niddapark-Gelände auf 169 ha Fläche die politisch umstrittene Bundesgartenschau statt.

### Einwohnerstatistik
Quelle: Historisches Ortslexikon
- 1597: ca. 90 Herdstellen
- 1634: 50 Haushaltungen
- 1753: 80 Familien mit 1713 Einwohnern
- 1812: 77 Feuerstellen, 440 Seelen
- 1885: 1324 Einwohner, davon 1074 evangelisch (= 81,12 %), 244 katholisch (= 18,43 %), 4 andere Christen (= 0,30 %), 0 Juden, 2 andere (= 0,15 %)
- 1905: 2293 Einwohner – davon: evangelisch 1819, katholisch 468, andere Christen 4, Juden 2 – insgesamt 497 Haushalte

| Frankfurt-Ginnheim: Einwohnerzahlen von 1834 bis 2019 | Frankfurt-Ginnheim: Einwohnerzahlen von 1834 bis 2019 | Frankfurt-Ginnheim: Einwohnerzahlen von 1834 bis 2019 | Frankfurt-Ginnheim: Einwohnerzahlen von 1834 bis 2019 | Frankfurt-Ginnheim: Einwohnerzahlen von 1834 bis 2019 |
| ----------------------------------------------------- | ----------------------------------------------------- | ----------------------------------------------------- | ----------------------------------------------------- | ----------------------------------------------------- |
| Jahr                                                  |                                                       |                                                       |                                                       | Einwohner                                             |
| 1834                                                  | 1834                                                  |                                                       | 579                                                   | 579                                                   |
| 1840                                                  | 1840                                                  |                                                       | 599                                                   | 599                                                   |
| 1846                                                  | 1846                                                  |                                                       | 657                                                   | 657                                                   |
| 1852                                                  | 1852                                                  |                                                       | 681                                                   | 681                                                   |
| 1858                                                  | 1858                                                  |                                                       | 700                                                   | 700                                                   |
| 1864                                                  | 1864                                                  |                                                       | 752                                                   | 752                                                   |
| 1871                                                  | 1871                                                  |                                                       | 797                                                   | 797                                                   |
| 1875                                                  | 1875                                                  |                                                       | 1.170                                                 | 1.170                                                 |
| 1885                                                  | 1885                                                  |                                                       | 1.324                                                 | 1.324                                                 |
| 1895                                                  | 1895                                                  |                                                       | 1.713                                                 | 1.713                                                 |
| 1905                                                  | 1905                                                  |                                                       | 2.293                                                 | 2.293                                                 |
| 1910                                                  | 1910                                                  |                                                       | 21.726                                                | 21.726                                                |
| 1920                                                  | 1920                                                  |                                                       | ?                                                     | ?                                                     |
| 1930                                                  | 1930                                                  |                                                       | ?                                                     | ?                                                     |
| 1940                                                  | 1940                                                  |                                                       | ?                                                     | ?                                                     |
| 1950                                                  | 1950                                                  |                                                       | 7.673                                                 | 7.673                                                 |
| 1960                                                  | 1960                                                  |                                                       | ?                                                     | ?                                                     |
| 1970                                                  | 1970                                                  |                                                       | 12.139                                                | 12.139                                                |
| 1980                                                  | 1980                                                  |                                                       | ?                                                     | ?                                                     |
| 1990                                                  | 1990                                                  |                                                       | ?                                                     | ?                                                     |
| 2011                                                  | 2011                                                  |                                                       | 16.725                                                | 16.725                                                |
| 2019                                                  | 2019                                                  |                                                       | 16.664                                                | 16.664                                                |
| Quelle(n): ; Stadt Frankfurt                          |                                                       |                                                       |                                                       |                                                       |

## Politik
Ginnheim bildet zusammen mit den Stadtteilen Eschersheim und Dornbusch den Ortsbezirk 9. Der Ortsbeirat 9 setzt sich aus 19 Mitgliedern zusammen, der Ortsvorsteher wird bisher stets von der CDU gestellt.

## Wappen
Blasonierung: „Von Gold und Rot fünfmal sparrenförmig geteilt, belegt mit silbernem Schild, darin ein blaues Hufeisen.“
Nachdem der seit 1478 zur Grafschaft Hanau gehörige Ort 1736 in kurhessischen Besitz gelangt war, ist 1755 ein GINHEIMER GERICHTINSIGEL entstanden. Es zeigt unter fürstlicher Krone von gekrönten Löwen gehalten, den gevierten hanauischen Schild und darin einen Herzschild, der im Falle Ginnheim ein Hufeisen enthält. Das Hufeisen ist als das Ortszeichen anzusprechen. Der Wappenvorschlag verbindet es mit dem Schild des hanauischen Stammwappens. Seit 1886 zum Landkreis Frankfurt geschlagen, ist Ginnheim am 1. April 1910 in Frankfurt eingemeindet worden.

## Sehenswürdigkeiten und Kultur

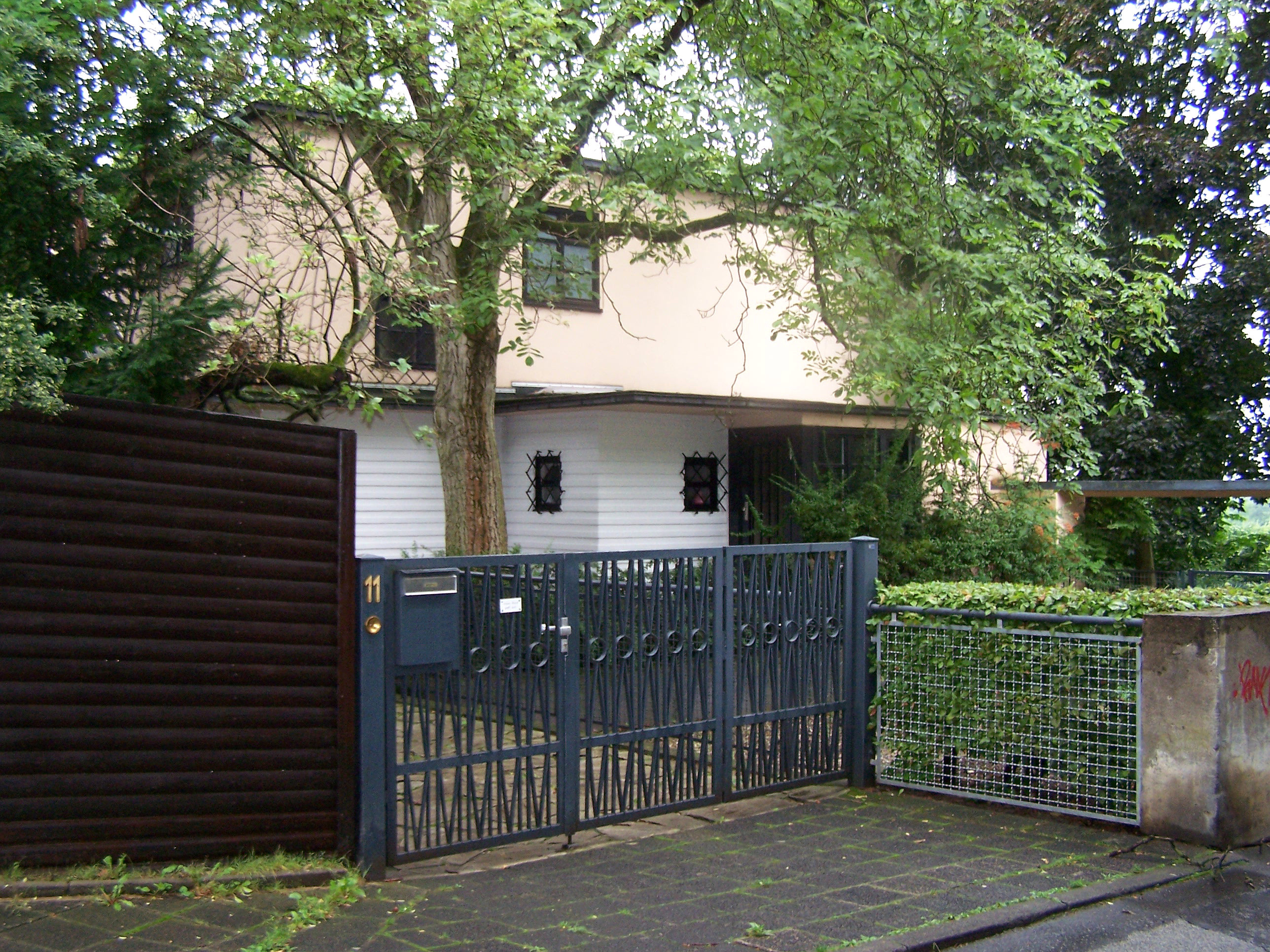
Ehemaliges Wohnhaus von Ernst May

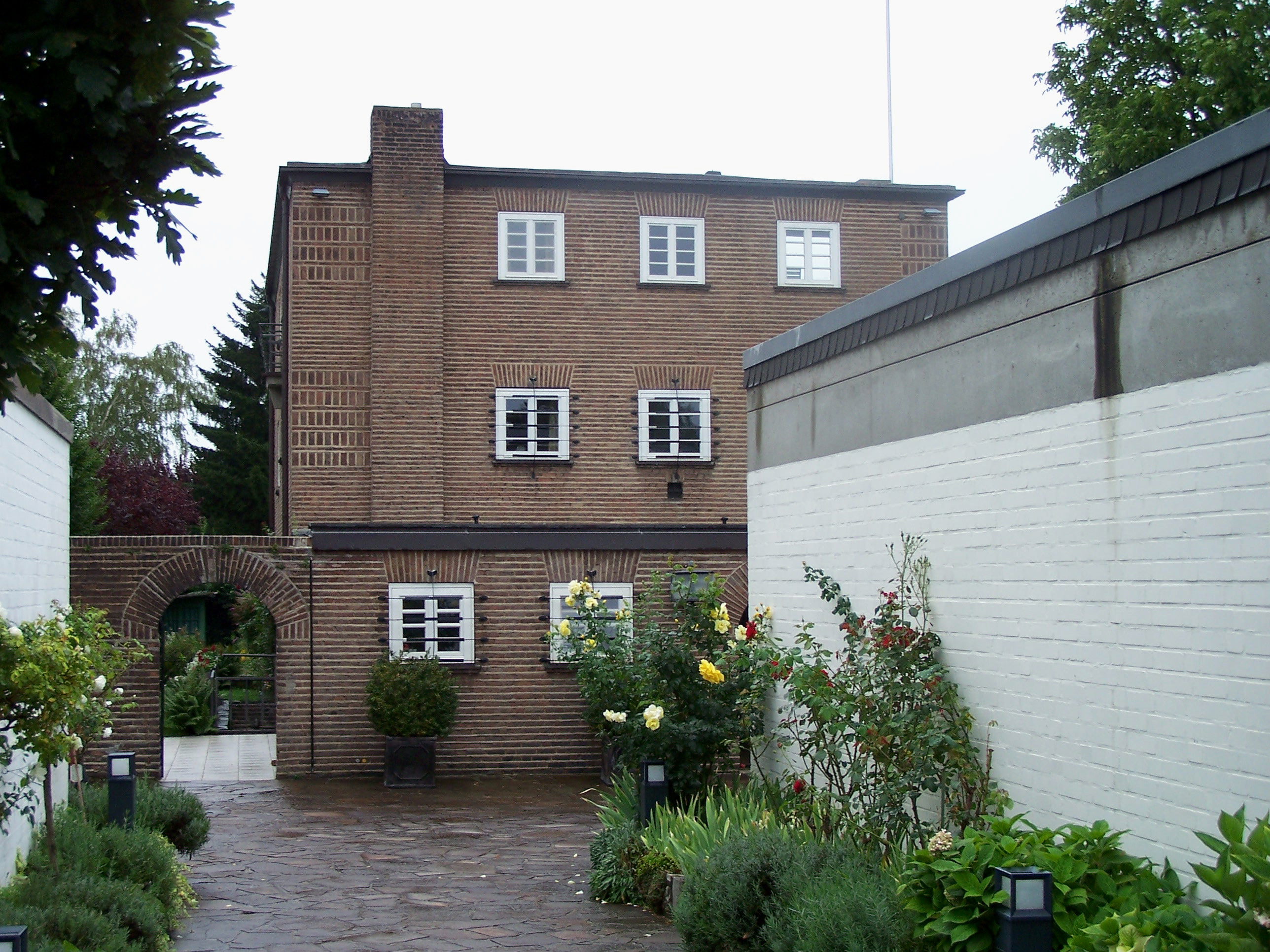
Ehemaliges Wohnhaus von Martin Elsaesser

### Bauwerke
Die Alte Bethlehemkirche in Ginnheim ist eine barocke Saalkirche, die ehemalige lutherische Kirche. Ihre Ersterrichtung datiert auf die Jahre 1699/1700. Im Jahre 1910 wurde sie zur Gemeindekirche umgebaut. Der sie umgebende Kirchplatz wurde 2003 umgestaltet und erneuert. Beachtenswert ist auch das Anwesen Woogstraße 43 aus dem 17. Jahrhundert, das als baulich gut nachvollziehbare Fränkische Hofreite erhalten ist und

### Stolpersteine
Weiterhin gibt es einen Reihe von Stolpersteinen, die an das Leben der Juden und anderen Verfolgten des Nationalsozialismus in Ginnheim erinnern sollen.

### Ginnheim als Name
Ginnheim war auch der Name eines Überseefrachters der URAG (Unterweser Reederei), einer Tochtergesellschaft der Metallgesellschaft in Frankfurt am Main, der 1937 vom Stapel lief. Richard Merton, Sohn des Firmengründers, ließ die Dampfer der URAG nach Frankfurter Vororten benennen. Die erste Ginnheim wurde 1945 durch Luftangriffe versenkt, 1955 wurde die zweite als Erzfrachter auf Linien zwischen Nordwesteuropa, Kanada und den USA in Betrieb genommen. 1971 wurde sie nach Griechenland verkauft und fuhr dann mit neuem Heimathafen Piräus unter dem neuen Namen Eternity.

## Wirtschaft und Infrastruktur
Im Stadtteil Ginnheim sind keine Großbetriebe angesiedelt, jedoch viele kleine und mittelständische Gewerbebetriebe. Viele von ihnen haben sich im Gewerbering Ginnheim mit derzeit etwa 55 Mitgliedern zusammengeschlossen, der mit einer eigenen Zeitung Ginnemer Blättche regelmäßig über Ginnheimer Interna, Vereinsleben, Veranstaltungen, Historie berichtet.

### Verkehr

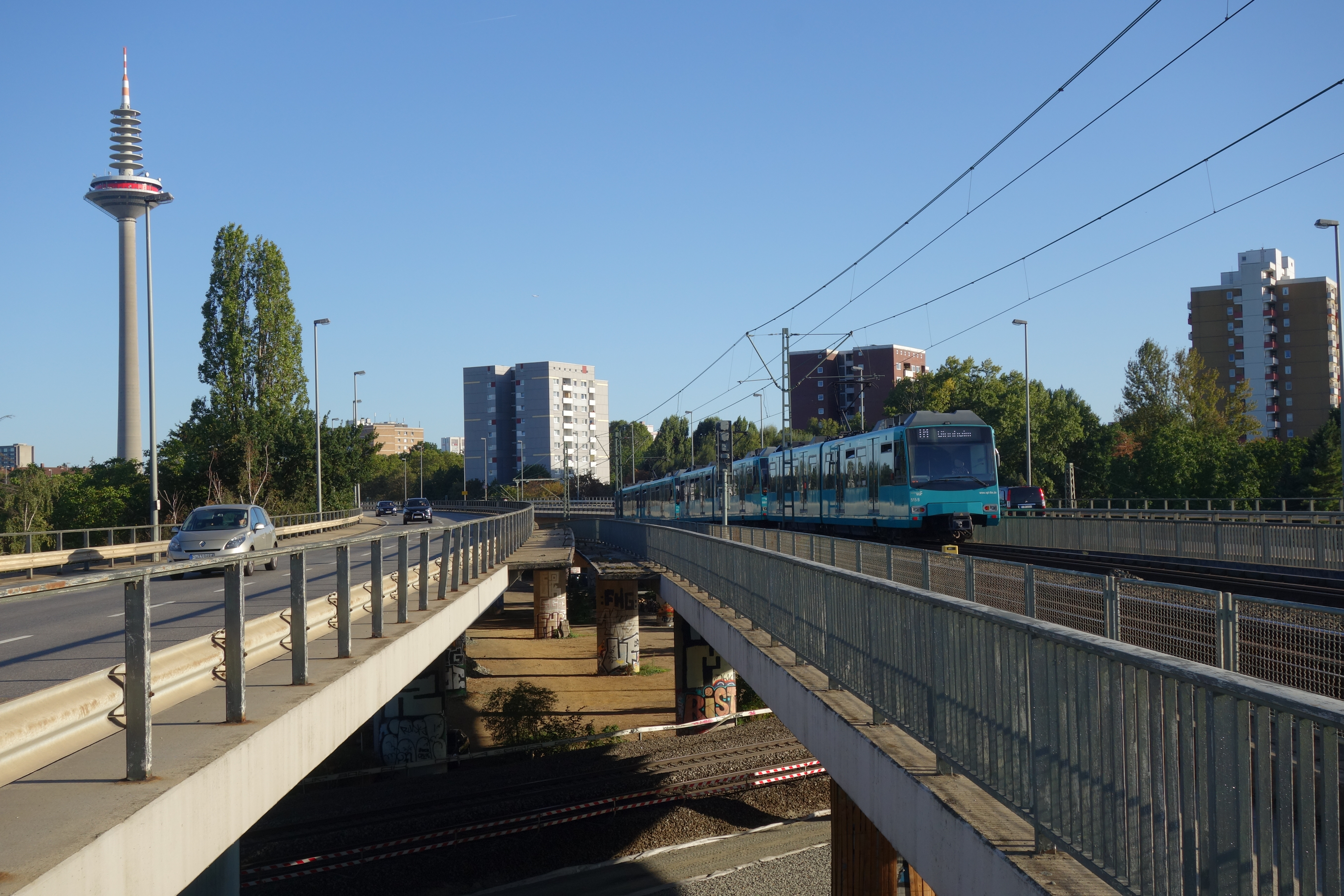
Rosa-Luxemburg-Straße: Autos und Stadtbahn auf gemeinsamer Hochtrasse.

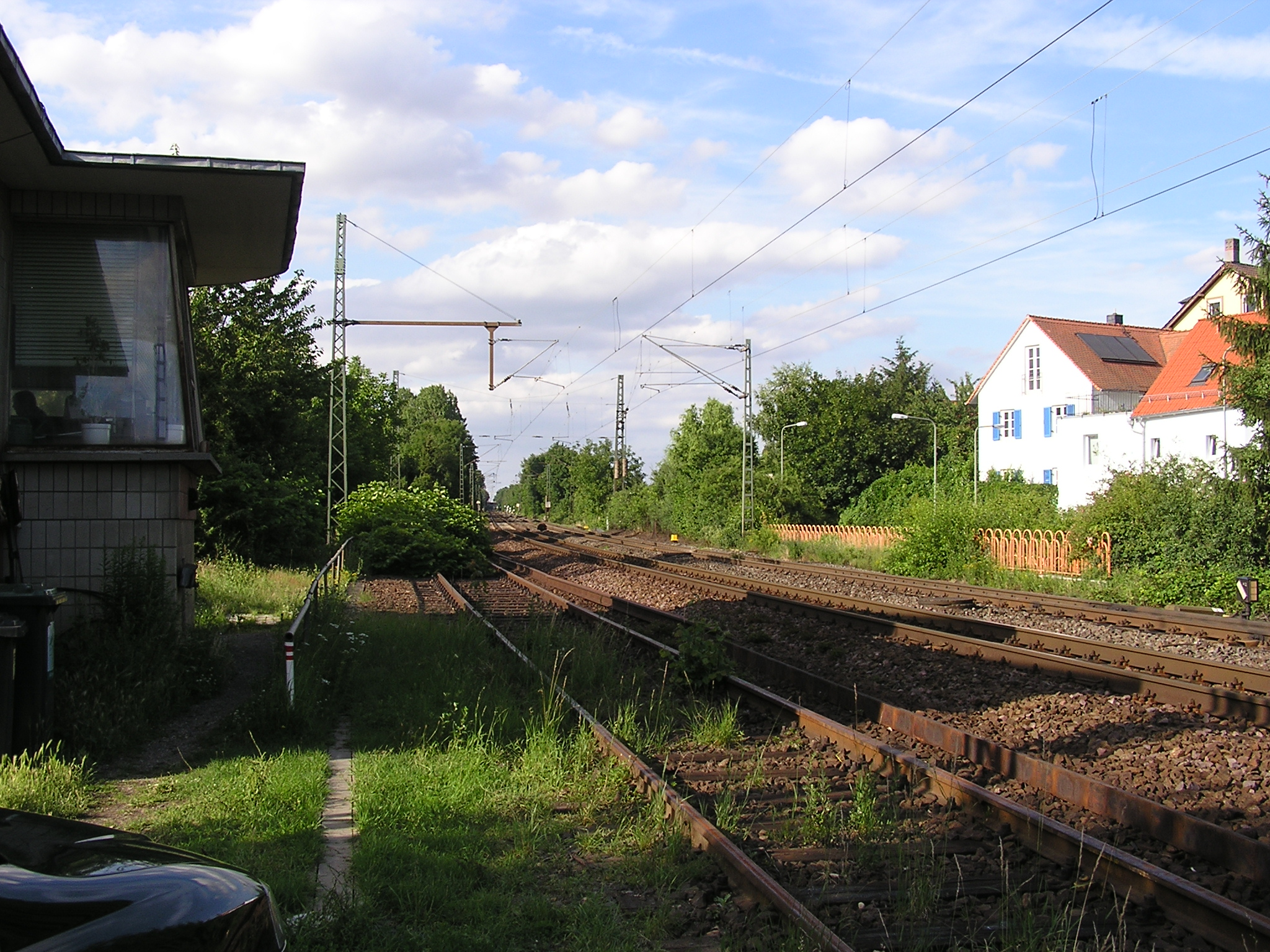
Ehemaliger Bahnhof Bundesgartenschau

Ginnheim hat Anschluss an die U-Bahn-Linien U1 und U9, die dort ihre Endstation haben. Ebenfalls ist Ginnheim Endstation der Straßenbahnlinie 16 von Offenbach-Stadtgrenze über Sachsenhausen und Hauptbahnhof. Die Buslinien 34, 39 und 64 verbinden Ginnheim mit dem Rebstockgelände, Bornheim, Berkersheim und dem Nordend.
Mit dem viergleisigen Ausbau der Main-Weser-Bahn wurde im Jahr 2024 in der Nähe des ehemaligen U-Bahnhofs Niddapark die zusätzliche S-Bahn-Station Frankfurt-Ginnheim errichtet, der einen Übergang zwischen S-Bahn und U-Bahn-Linie U1 ermöglicht.
Eine Fahrradroute führt von der Nordweststadt zur Innenstadt über die Woogstraße, Raimundstraße und Platenstraße.
Durch Ginnheim führt die Rosa-Luxemburg-Straße, eine autobahnähnlich ausgebaute Hochstraße.

### Bildung
- Astrid-Lindgren Schule (Grundschule)
- Diesterwegschule (Grundschule)

2009 wurde der Hauptschulzweig mangels Anmeldungen geschlossen.